# Манліо Бачігалупо
Манліо Бачігалупо (італ. Manlio Bacigalupo, 5 вересня 1907, Вадо-Лігуре — 1 грудня 1977, Генуя) — італійський футболіст, що грав на позиції воротаря. По завершенні ігрової кар'єри — тренер.
Виступав, зокрема, за клуби «Торіно», «Дженова 1893» та «Венеція». Чемпіон Італії. Дворазовий володар Кубка Італії.

## Ігрова кар'єра
Народився 5 вересня 1907 року в місті Вадо-Лігуре. Вихованець футбольної школи клубу «Вадо». Дорослу футбольну кар'єру розпочав 1924 року в основній команді того ж клубу, в якій провів два сезони, взявши участь у 32 матчах чемпіонату. Згодом один сезон провів у команді «Андреа Доріа».
В 1927 році приєднався до однієї з провідних італійських команди того часу — «Торіно». В першому ж сезоні виграв з командою титул чемпіона Італії. Щоправда, основним воротарем не був, хоча свої десять матчів зіграв. А ось весь наступний сезон провів у запасі.
В сезоні 1929-30 став гравцем «Дженова 1893». Дебютував у Серії А 12 січня 1930 року в грі проти «Наполі» (2:1). Конкурентом Бечігалупо був Джованні Де Пра, легенда клубу і колишній воротар збірної Італії. Тим не менше, Манліо зумів скласти ветерану конкуренцію і грав досить регулярно. В сезоні 1929-30 став з командою срібним призером чемпіонату Італії.
Влітку 1930 року «Дженова» брала участь у Кубку Мітропи, але цього разу кваліфікувалась як віце-чемпіон Італії. За волею жереба, команда другий рік поспіль в чвертьфіналі зіграла з віденським «Рапідом». В першому матчі в Генуї суперники зіграли внічию 1:1, а у Відні впевнену перемогу здобули австрійці — 1:6. У цих матчах грав саме Бечігалупо, а не Де Пра.
Сезон 1933—1934 років Манліо захищав кольори клубу «Самп'єрдаренезе» з Серії В. В цьому ж сезоні сенсаційно вилетіла в Серію В «Дженова». Бечігалупо повернувся до клубу до клубу з Генуї і допоміг повернутися в еліту. Провів у складі команди ще три сезони в Серії А. Додав до переліку своїх трофеїв титул володаря Кубка Італії в 1937 році.
Протягом 1938—1941 років захищав кольори клубу «Венеція». В сезоні 1940-41 команда несподівано для багатьох виграла Кубок Італії.
Завершував ігрову кар'єру у командах «Ентелла» і «Дженова 1893», у який перейшов втретє.

## Кар'єра тренера
Розпочав тренерську кар'єру, ще продовжуючи грати на полі, 1941 року, очоливши тренерський штаб клубу «Ентелла».
1949 року став головним тренером команди «Дженоа», тренував генуезький клуб два роки. Це був його єдиний тренерський досвід в Серії А, бо в наступні роки Бічігалупо працював в клубах нижчих дивізіонів.
В 1952-1954 роках працював в «Риваролезе». Згодом протягом 1954—1956 років очолював тренерський штаб клубу «Мессіна». 1956 року прийняв пропозицію попрацювати у клубі «Модена». Залишив моденську команду 1957 року. Далі протягом 2 років був головним тренером команди «Кремонезе».
Протягом тренерської кар'єри також очолював команди «Риваролезе», «Ареццо», «Таранто», «Барлетта», «Арагас», «Марсала», «Савона» (переможець Серії C в 1969 році), знову «Кремонезе», «Вогерезе» та «Сестрезе».
Останнім місцем тренерської роботи був клуб «Сестрі Леванте», головним тренером команди якого Манліо Бачігалупо був з 1973 по 1974 рік.
Помер 1 грудня 1977 року на 71-му році життя у місті Генуя.

## Особисте життя
Брат Манліо, Валеріо Бачігалупо, також виступав на позиції воротаря за «Торіно»; загинув в авіакатастрофі 1949 року. Син — Серхіо (род. 23 октября 1938), також був воротарем і виступав в клубах «Губбіо» и «Парма».

## Статистика виступів

### Статистика виступів у Кубку Мітропи
| №                      | Розіграш               | Стадія                 | Дата та місце проведення | Команда 1              | Рахунок | Команда 2      | Голи |
| ---------------------- | ---------------------- | ---------------------- | ------------------------ | ---------------------- | ------- | -------------- | ---- |
| 1                      | 1930                   | 1/4                    | 13.07.1930 Генуя         | Дженоа                 | 1:1     | Рапід (Відень) |      |
| 2                      | 1930                   | 1/4                    | 3.09.1930 Відень         | Рапід (Відень)         | 6:1     | Дженоа         |      |
| Всього у кубку Мітропи | Всього у кубку Мітропи | Всього у кубку Мітропи | Всього у кубку Мітропи   | Всього у кубку Мітропи | 2       |                | 0    |

## Титули і досягнення

### Як гравця
- Чемпіон Італії (1):

«Торіно»: 1927-28
- Срібний призер Серії А (1):

«Дженоа»: 1930
- Володар Кубка Італії (2):

«Дженова 1893»: 1936-37
«Венеція»: 1940-41

### Як тренера
- Переможець Серія С: (1)

«Савона»: 1965-66
- Переможець Серія D: (1)

«Кремонезе»: 1967-68